# Ейсмонт Володимир Юхимович
Володимир Юхимович Ейсмонт (нар. 5 червня 1938, село Озерна, тепер Білоцерківського району Київської області) — український діяч, генеральний директор Білоцерківського агропромислового комбінату «Рось», представник Президента України у Білоцерківському районі Київської області. Народний депутат України 1-го скликання (у 1990—1992 роках).

## Біографія
Народився у селянській родині.
У 1955—1956 роках — різноробочий радгоспу імені 9 січня 1905 року села Озерна Білоцерківського району Київської області.
У 1956—1961 роках — студент зоотехнічного факультету Білоцерківського сільськогосподарського інституту, вчений зоотехнік.
У 1961—1976 роках — головний зоотехнік колгоспу Тиврівського району Вінницької області; начальник управління сільського господарства виконавчого комітету Тиврівської районної Ради депутатів трудящих Вінницької області.
Член КПРС з 1965 до 1991 року.
У 1976—1978 роках — головний зоотехнік управління сільського господарства виконавчого комітету Білоцерківської районної Ради народних депутатів Київської області.
У 1978—1985 роках — начальник районного управління сільського господарства — заступник голови виконавчого комітету Білоцерківської районної Ради народних депутатів Київської області. У 1985—1987 роках — начальник Білоцерківського районного об'єднання агропромислового комплексу — заступник голови виконавчого комітету Білоцерківської районної Ради народних депутатів Київської області.
У 1987—1992 роках — 1-й заступник голови виконавчого комітету Білоцерківської районної Ради народних депутатів; генеральний директор Білоцерківського агропромислового комбінату «Рось» Київської області.
18.03.1990 року обраний народним депутатом України, 2-й тур, 50,37 % голосів, 8 претендентів. Входив до групи «Земля і воля». Член Комісії ВР України з питань агропромислового комплексу. Склав повноваження 18.06.1992 року у зв'язку з призначенням Представником Президента України.
У 1992—1994 роках — представник Президента України у Білоцерківському районі Київської області.
Тривалий час очолював Білоцерківську районну раду Київської області.
Потім — на пенсії.

## Нагороди та звання
- Орден «Знак Пошани»
- Медалі
- Заслужений працівник сільського господарства Української РСР